# Judit Carlborg
Judit Cecilia Carlborg, född 3 mars 1891 i Norrköping, död 17 februari 1983 i Johanneshov i Stockholm, var en svensk skådespelare.

## Filmografi
- 1940 – Hans Nåds testamente
- 1943 – Lille Napoleon